# Стасюк Микита Іванович
Микита Іванович Стасюк (1912, Велика Стариця — 20 жовтня 1943) — Герой Радянського Союзу, в роки радянсько-німецької війни командир саперного відділення 520-го стрілецького полку 167-ї стрілецької дивізії 38-ї армії Воронезького фронту, сержант.

## Біографія
Народився в 1912 році в селі Велика Стариця (нині Бориспільського району Київської області) в селянській родині. Українець. Безпартійний. Працював у колгоспі.
У 1941 році призваний до лав Червоної Армії. У боях радянсько-німецької війни з липня 1941 року. Воював на Південно-Західному, Сталінградському, Воронезькому і 1-му Українському фронтах, спочатку рядовим сапером, потім командиром саперного відділення.
В жовтні 1943 року, коли війська 1-го Українського фронту переправлялися через Дніпро в районі Вишгорода, Стасюк командував групою понтонерів, що перевозила піхоту і техніку. Протягом п'яти діб на своєму понтоні він доставив на правий берег річки батальйон піхоти, дві мінометні роти, роту автоматників і дві гармати. У ніч з 1 на 2 жовтня, під час обстрілу переправи понтон Стасюка перекинувся, а два сусідніх потонули. Сержант організував порятунок поранених і особисто в ньому брав участь. 20 жовтня 1943 року Микита Іванович Стасюк загинув під час перевезення військ через Дніпро на Лютізький плацдарм.

## Нагороди, пам'ять

Погруддя у Борисполі

Указом Президії Верховної Ради СРСР від 13 листопада 1943 року за мужність і відвагу, проявлені при форсуванні Дніпра сержантові Микиті Івановичу Стасюку посмертно присвоєно звання Героя Радянського Союзу.
Нагороджений орденом Леніна, медалями «За бойові заслуги», «За оборону Сталінграда».
Ім'я Героя носять вулиці в селах Велика Стариця, Григорівка Бориспільського району і в місті Борисполі. В селі Сеньківці встановлено пам'ятник Микиті Стасюку, а в Борисполі на Алеї Героїв погруддя.